# Curvularia protuberata
Espèce
Curvularia protuberata est une espèce de la famille des Pleosporaceae.

## Description
Ce champignon est endosymbiote de l'espèce végétale Dichanthelium lanuginosum qui pousse dans des domaines géothermiques du parc national de Yellowstone (États-Unis). Cette symbiose permet à la plante de résister à a des températures du sol jusqu'à 65°. Cette relation symbiotique se produit uniquement lorsque le champignon est lui même infecté par un virus nommé "virus de tolérance thermique des Curvularia" (aussi connu sous l'acronyme anglo-saxon "CThTV").

## Systématique
Le nom correct complet (avec auteur) de ce taxon est Curvularia protuberata R.R.Nelson & Hodges.